# Π的莱布尼茨公式
在数学领域，π的莱布尼茨公式说明
{\displaystyle \;{\frac {\pi }{4}}\!=1\,-\,{\frac {1}{3}}\,+\,{\frac {1}{5}}\,-\,{\frac {1}{7}}\,+\,{\frac {1}{9}}\,-\,\cdots \;}
右边的展式是一个无穷级数，被称为莱布尼茨级数，这个级数收敛到{\displaystyle {\frac {\pi }{4}}}。它通常也被称为格雷戈里-莱布尼茨级数用以纪念莱布尼茨同时代的天文学家兼数学家詹姆斯·格雷戈里。使用求和符号可记作：
{\displaystyle \;{\frac {\pi }{4}}=\sum _{n=0}^{\infty }\,{\frac {(-1)^{n}}{2n+1}}}

## 证明
考虑下面的幾何數列：
{\displaystyle 1\,-\,x^{2}\,+\,x^{4}\,-\,x^{6}\,+\,x^{8}\,-\,\cdots \;=\;{\frac {1}{1+x^{2}}},\qquad |x|<1.\!}
对等式两边积分可得到反正切的幂级数：
{\displaystyle x\,-\,{\frac {x^{3}}{3}}\,+\,{\frac {x^{5}}{5}}\,-\,{\frac {x^{7}}{7}}\,+\,{\frac {x^{9}}{9}}\,-\,\cdots \;=\;\tan ^{-1}x,\qquad |x|<1.\!}
将 {\displaystyle x=1} 代入，便得莱布尼兹公式（1的反正切是{\displaystyle {\frac {\pi }{4}}}）。这种推理产生的一个问题是1不在幂级数的收敛半径以内。因此，需要额外论证当 {\displaystyle x=1} 时级数收敛到 {\displaystyle \tan ^{-1}(1)}。一种方法是利用交錯级数判别法，然后使用阿贝尔定理证明级数收敛到 {\displaystyle \tan ^{-1}(1)}。然而，也可以用一个完全初等的证明。

### 初等证明
考虑如下分解
{\displaystyle {\frac {1}{1+x^{2}}}\;=\;1\,-\,x^{2}\,+\,x^{4}\,-\,\cdots \,+\,(-1)^{n}x^{2n}\;+\;{\frac {(-1)^{n+1}\,x^{2n+2}}{1+x^{2}}}.\!}
对于 {\displaystyle |x|<1}，右侧的分式是余下的几何级数的和。然而，上面的方程并没有包含无穷级数，并且对任何实数 {\displaystyle x} 成立。上式两端从0到1积分可得：
{\displaystyle {\frac {\pi }{4}}\;=\;1\,-\,{\frac {1}{3}}\,+\,{\frac {1}{5}}\,-\,\cdots \,+{\frac {(-1)^{n}}{2n+1}}\;+\;(-1)^{n+1}\!\!\int _{0}^{1}{\frac {x^{2n+2}}{1+x^{2}}}\,dx.\!}
当 {\displaystyle n\rightarrow \infty \!} 时，除积分项以外的项收敛到莱布尼茨级数。同时，积分项收敛到0：
{\displaystyle 0\leq \int _{0}^{1}{\frac {x^{2n+2}}{1+x^{2}}}\,dx\leq \int _{0}^{1}x^{2n+2}\,dx\;=\;{\frac {1}{2n+3}}\;\rightarrow \;0\!} 当 {\displaystyle n\rightarrow \infty \!}
这便证明了莱布尼茨公式。

### 格点与数论证明
通过以{\displaystyle (0,0)}为圆心，{\displaystyle R}为半径的圆上及圆内格点（即横坐标与纵坐标皆为整数）个数计算公式来得出，在这里先考虑费马平方和定理：一个奇素数能表示成两个平方数之和当且仅当该素数模4余1，并且不考虑符号与交换律下其形式唯一（由于必为一奇一偶，因此不考虑符号但考虑交换律下必然为两种形式），比如{\displaystyle 29\equiv 1{\pmod {4}}}可以得出{\displaystyle 29=2^{2}+5^{2}=5^{2}+2^{2}}，而{\displaystyle 23\equiv 3{\pmod {4}}}因此无法分解成两个平方和形式。
现在对于所有正整数{\displaystyle N}，有其唯一的素因数分解形式：
{\displaystyle N=2^{k}(p_{1}^{\alpha _{1}}p_{2}^{\alpha _{2}}\cdots p_{m}^{\alpha _{m}})(q_{1}^{\beta _{1}}q_{2}^{\beta _{2}}\cdots q_{n}^{\beta _{n}})}
其中{\displaystyle \{p_{1},p_{2},\cdots ,p_{m}\}}为互不相同的模4余1的素数，{\displaystyle \{q_{1},q_{2},\cdots ,q_{n}\}}为互不相同的模4余3素数。
- 如果{\displaystyle \{\beta _{1},\beta _{2}\cdots ,\beta _{n}\}}只要其中一个为奇数，则正整数{\displaystyle N}不存在表示成两个平方和的形式（比如{\displaystyle 75=3\times 5^{2}}，3的次数为1，因此不能表示成两平方和）；
- 而当{\displaystyle \{\beta _{1},\beta _{2}\cdots ,\beta _{n}\}}全为偶数时，此时能表示成平方数形式的数量等于{\displaystyle (\alpha _{1}+1)(\alpha _{2}+1)\cdots (\alpha _{m}+1)}（不考虑符号但考虑交换律的情况，比如{\displaystyle 65=5\times 13}，其中5与13次数均为1，因此有{\displaystyle (1+1)(1+1)=4}，即{\displaystyle 65=1^{2}+8^{2}=2^{2}+7^{2}=7^{2}+2^{2}=8^{2}+1^{2}}）；
- 2的幂次{\displaystyle k}不影响{\displaystyle N}表示两平方和形式的个数，比如不管{\displaystyle k}是多少，{\displaystyle 2^{k}\times 65}能表示成两个平方和形式都是4种。

接下来引入狄利克雷特征函数，定义{\displaystyle \chi (N)={\begin{cases}1&N\equiv 1{\pmod {4}}\\-1&N\equiv 3{\pmod {4}}\\0&N\equiv 0{\pmod {2}}\end{cases}}}，因此为积性函数，满足{\displaystyle \chi (a)\cdot \chi (b)=\chi (ab)}。
- 对于模4余1的素数{\displaystyle p}以及自然数{\displaystyle \alpha }，总有{\displaystyle p^{\alpha }\equiv 1{\pmod {4}}}，因此{\displaystyle \chi (1)+\chi (p)+\chi (p^{2})+\cdots +\chi (p^{\alpha })=\alpha +1}；
- 对于模4余3的素数{\displaystyle q}以及自然数{\displaystyle \beta }，则有{\displaystyle q^{\beta }\equiv (-1)^{\beta }{\pmod {4}}}，因此{\displaystyle \chi (1)+\chi (q)+\chi (q^{2})+\cdots +\chi (q^{\beta })={\begin{cases}1&\beta \equiv 0{\pmod {2}}\\0&\beta \equiv 1{\pmod {2}}\end{cases}}}；
- 对于2以及自然数{\displaystyle k}，当{\displaystyle k=0}时{\displaystyle 2^{0}=1}，即{\displaystyle \chi (1)=1}；当{\displaystyle k>0}时总有{\displaystyle \chi (2^{k})=0}，因此{\displaystyle \chi (1)+\chi (2)+\chi (4)+\cdots +\chi (2^{k})=1}。

由于{\displaystyle \chi (a)\cdot \chi (b)=\chi (ab)}，而这些结果正好与上述性质相吻合，因此{\displaystyle N}表示成两个平方和形式的数量可以由其所有因数{\displaystyle t}相应的{\displaystyle \chi (t)}之和{\displaystyle \sum _{t|N}\chi (t)}来表示，比如{\displaystyle 30=2\times 3\times 5}，于是相应地有{\displaystyle \chi (1)+\chi (2)+\chi (3)+\chi (5)+\chi (6)+\chi (10)+\chi (15)+\chi (30)=0}。
小于等于{\displaystyle R^{2}}能被正整数{\displaystyle n}整除的正整数有{\displaystyle \left\lfloor {\frac {R^{2}}{n}}\right\rfloor }个，因此对于半径为{\displaystyle R}圆上及圆内格点数总和为：
{\displaystyle 1+4\left[\left\lfloor {\frac {R^{2}}{1}}\right\rfloor \chi (1)+\left\lfloor {\frac {R^{2}}{2}}\right\rfloor \chi (2)+\cdots +\left\lfloor {\frac {R^{2}}{R}}\right\rfloor \chi (R)\right]=1+4\left(\left\lfloor {\frac {R^{2}}{1}}\right\rfloor -\left\lfloor {\frac {R^{2}}{3}}\right\rfloor +\cdots +\left\lfloor {\frac {R^{2}}{R'}}\right\rfloor ^{\frac {R'-1}{2}}\right)}
其中{\displaystyle R'}为不超过{\displaystyle R}的最大奇数，再由圆面积为{\displaystyle \pi R^{2}}，当{\displaystyle R\to \infty }时，两者比值极限得{\displaystyle 1-{\frac {1}{3}}+{\frac {1}{5}}-{\frac {1}{7}}+\cdots ={\frac {\pi }{4}}}。